# Tom Watson (futbolista)
Thomas Watson (Horden, 8 de abril de 2006) es un futbolista inglés que juega como extremo en el Brighton & Hove Albion F. C. de la Premier League.

## Carrera en el club
El 18 de abril de 2023, Watson hizo su debut profesional con el Sunderland, apareciendo como suplente en el Campeonato EFL contra el Huddersfield Town. A pesar de una lesión en la espalda que dificultó su participación al comienzo de la temporada 2023-24, Watson firmó un nuevo contrato de tres años con Sunderland en septiembre de 2023.
El 7 de diciembre de 2024, Watson marcó los primeros goles de liga de su carrera profesional en una victoria por 2-1 del Sunderland contra el Stoke City en el Campeonato EFL.
El 1 de abril de 2025, Watson fue anunciado como fichaje del Brighton and Hove Albion de la Premier League por una tarifa no revelada, uniéndose oficialmente al club al comienzo de la próxima ventana de transferencia. Un mes después, el 24 de mayo, salió del banquillo y marcó el gol de la victoria en el tiempo añadido para completar la remontada por 2-1 sobre el Sheffield United en la final del play-off del Championship, asegurando el regreso del Sunderland a la Premier League por primera vez desde 2017.

## Estilo de juego
Watson es conocido por su ritmo.

## Carrera internacional
Watson hizo su debut con Inglaterra Sub-17 en enero de 2023. Ese mismo mes marcó su primer gol con Inglaterra sub-17 en una victoria por 6-0 sobre Alemania sub-17.
Watson hizo su debut con Inglaterra Sub-18 durante un empate 1-1 con Bélgica en Marbella el 11 de octubre de 2023.

## Estadísticas de carrera
| Club             | Estación         | Liga             | Liga         | Liga      | Copa FA      | Copa FA   | Copa de la Liga | Copa de la Liga | Otro         | Otro      | Total        | Total     |
| Club             | Estación         | División         | Aplicaciones | Objetivos | Aplicaciones | Objetivos | Aplicaciones    | Objetivos       | Aplicaciones | Objetivos | Aplicaciones | Objetivos |
| ---------------- | ---------------- | ---------------- | ------------ | --------- | ------------ | --------- | --------------- | --------------- | ------------ | --------- | ------------ | --------- |
| Sunderland       | 2022–23          | Campeonato       | 1            | 0         | 0            | 0         | —               | —               | —            | —         | 1            | 0         |
| Sunderland       | 2023–24          | Campeonato       | 1            | 0         | —            | —         | —               | —               | —            | —         | 1            | 0         |
| Sunderland       | 2024–25          | Campeonato       | 20           | 2         | 0            | 0         | 1               | 0               | 1 [ a ]      | 1         | 22           | 3         |
| Total de carrera | Total de carrera | Total de carrera | 22           | 2         | 0            | 0         | 1               | 0               | 1            | 1         | 24           | 3         |